# Cissus grandifolia
Cissus grandifolia là một loài thực vật hai lá mầm trong họ Nho. Loài này được Warb. miêu tả khoa học đầu tiên năm 1894.